# Javania lamprotichum
Javania lamprotichum är en korallart som först beskrevs av Henry Nottidge Moseley 1880.  Javania lamprotichum ingår i släktet Javania och familjen Flabellidae. Inga underarter finns listade i Catalogue of Life.